# Linux Journal
Linux Journal es una revista mensual estadounidense editada por Belltown Media, Inc. Se centraba en Linux, sistemas operativos basados en Linux y software libre para dichos sistemas.

## Historia
Linux Journal fue la primera revista publicada que trataba Linux y los sistemas basados en dicho núcleo. Se fundó en marzo de 1994 y su primera publicación se realizó en abril de 1994, por Phil Hughes y Bob Young, cofundador de Red Hat. Dicho número contenía una entrevista a Linus Torvalds, creador de Linux.
Su última publicación en papel fue el número 208, en el 2011. Desde entonces se publica solo en formato digital: e-Reader, Kindle y PDF.
A principios de julio de 2014 se dio a conocer que el programa espía de la NSA XKeyscore rastreaba los lectores de Linux Journal como parte del público interesado en la distribución GNU/Linux Tails.